# Campeonato Sudamericano 1939
El Campeonato Sudamericano de Selecciones 1939 fue la 15.ª edición del Campeonato Sudamericano de Selecciones, competición que posteriormente sería denominada como Copa América y que es el principal torneo internacional de fútbol por selecciones nacionales en América del Sur. Se desarrolló en Lima, Perú, entre el 15 de enero y el 12 de febrero de 1939.
Esta vez fueron cinco los seleccionados que disputaron el campeonato: Perú, Uruguay, Paraguay, Chile y Ecuador. Por primera vez desde el comienzo de la competencia, Argentina no estuvo presente. Tampoco fue Brasil pero la copa tuvo un nuevo participante: Ecuador.

## Organización

### Sede
| Lima              |
| ----------------- |
| Estadio Nacional  |
| Capacidad: 40 000 |
|                   |

### Árbitros
La lista de árbitros es la siguiente:
| - Enrique Cuenca - Carlos Puyol - Alberto March - Alfredo Vargas |

## Equipos participantes
Participaron cinco de las nueve asociaciones afiliadas a la Confederación Sudamericana de Fútbol en esa época.
| Equipos participantes | Equipos participantes | Equipos participantes |
| --------------------- | --------------------- | --------------------- |
| Chile                 | Ecuador               | Paraguay              |
| Perú                  | Uruguay               |                       |

- En cursiva las selecciones que participan por primera vez.

- Argentina, Brasil y Bolivia no participaron por razones desconocidas.

- Ecuador mandó a un equipo de jugadores amateurs, debido a que no existía la liga profesional ecuatoriana.

- Venezuela no se encontraba afiliada a la Conmebol.

## Resultados

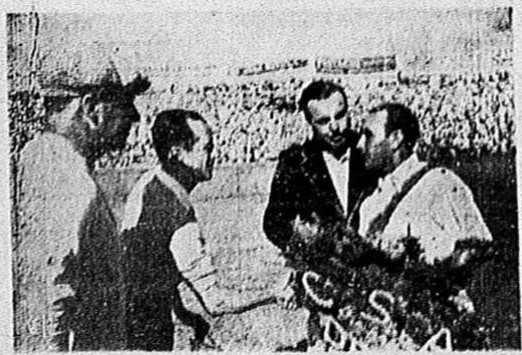
Seleccionados de saludando al seleccionado del por la victoria de este último en la final.

### Posiciones
| Selección | Pts. | PJ | PG | PE | PP | GF | GC | Dif. |
| --------- | ---- | -- | -- | -- | -- | -- | -- | ---- |
| Perú      | 8    | 4  | 4  | 0  | 0  | 13 | 4  | +9   |
| Uruguay   | 6    | 4  | 3  | 0  | 1  | 13 | 5  | +8   |
| Paraguay  | 4    | 4  | 2  | 0  | 2  | 9  | 8  | +1   |
| Chile     | 2    | 4  | 1  | 0  | 3  | 8  | 12 | –4   |
| Ecuador   | 0    | 4  | 0  | 0  | 4  | 4  | 18 | –14  |

### Partidos
| 15 de enero de 1939 | Paraguay                                       | 5:1 (2:1) | Chile     | Estadio Nacional, Lima                                              |                                                                     |
|                     | Godoy 10', 24' · Barrios 47', 75' · Aquino 88' |           | 8' Sorrel | Asistencia: 10 000 espectadores Árbitro(s): Alberto March (Ecuador) | Asistencia: 10 000 espectadores Árbitro(s): Alberto March (Ecuador) |

| 15 de enero de 1939 | Perú                                      | 5:2 (3:0) | Ecuador          | Estadio Nacional, Lima                                             |                                                                    |
|                     | Fernández 6', 34', 77' · Alcalde 16', 58' |           | 55', 89' Alcívar | Asistencia: 10 000 espectadores Árbitro(s): Carlos Puyol (Uruguay) | Asistencia: 10 000 espectadores Árbitro(s): Carlos Puyol (Uruguay) |

| 22 de enero de 1939 | Uruguay                                          | 6:0 (1:0) | Ecuador | Estadio Nacional, Lima                                            |                                                                   |
|                     | Porta 22' · Varela 53', 55', 81' · Lago 65', 70' |           |         | Asistencia: 10 000 espectadores Árbitro(s): Enrique Cuenca (Perú) | Asistencia: 10 000 espectadores Árbitro(s): Enrique Cuenca (Perú) |

| 22 de enero de 1939 | Perú                                    | 3:1 (0:0) | Chile         | Estadio Nacional, Lima                                           |                                                                  |
|                     | Fernández 46', 65' (pen.) · Alcalde 80' |           | 55' Domínguez | Asistencia: 6000 espectadores Árbitro(s): Carlos Puyol (Uruguay) | Asistencia: 6000 espectadores Árbitro(s): Carlos Puyol (Uruguay) |

| 29 de enero de 1939 | Uruguay                                  | 3:2 (2:2) | Chile               | Estadio Nacional, Lima                                            |                                                                   |
|                     | Varela 11' · Camaití 30' · Chirimini 73' |           | 3' Muñoz · 39' Luco | Asistencia: 15 000 espectadores Árbitro(s): Enrique Cuenca (Perú) | Asistencia: 15 000 espectadores Árbitro(s): Enrique Cuenca (Perú) |

| 29 de enero de 1939 | Perú                             | 3:0 (2:0) | Paraguay | Estadio Nacional, Lima                                             |                                                                    |
|                     | Fernández 11', 30' · Alcalde 78' |           |          | Asistencia: 15 000 espectadores Árbitro(s): Alfredo Vargas (Chile) | Asistencia: 15 000 espectadores Árbitro(s): Alfredo Vargas (Chile) |

| 5 de febrero de 1939 | Ecuador    | 1:4 (1:3) | Chile                                    | Estadio Nacional, Lima                                             |                                                                    |
|                      | Arenas 35' |           | 6' Toro · 15', 79' Avendaño · 19' Sorrel | Asistencia: 10 000 espectadores Árbitro(s): Carlos Puyol (Uruguay) | Asistencia: 10 000 espectadores Árbitro(s): Carlos Puyol (Uruguay) |

| 5 de febrero de 1939 | Uruguay                                  | 3:1 (2:0) | Paraguay    | Estadio Nacional, Lima                                            |                                                                   |
|                      | Lago 14' · Varela 40' (pen.) · Porta 66' |           | 59' Barrios | Asistencia: 10 000 espectadores Árbitro(s): Enrique Cuenca (Perú) | Asistencia: 10 000 espectadores Árbitro(s): Enrique Cuenca (Perú) |

| 12 de febrero de 1939 | Paraguay                            | 3:1 (1:0) | Ecuador    | Estadio Nacional, Lima                                            |                                                                   |
|                       | Mingo 4' · Godoy 61' · Barreiro 63' |           | 75' Arenas | Asistencia: 15 000 espectadores Árbitro(s): Enrique Cuenca (Perú) | Asistencia: 15 000 espectadores Árbitro(s): Enrique Cuenca (Perú) |

| 12 de febrero de 1939 | Perú                     | 2:1 (2:1) | Uruguay   | Estadio Nacional, Lima                                             |                                                                    |
|                       | Alcalde 7' · Bielich 35' |           | 44' Porta | Asistencia: 40 000 espectadores Árbitro(s): Alfredo Vargas (Chile) | Asistencia: 40 000 espectadores Árbitro(s): Alfredo Vargas (Chile) |

|                          |
| Bandera de Perú          |
| Campeón Perú 1.er título |

### Goleadores

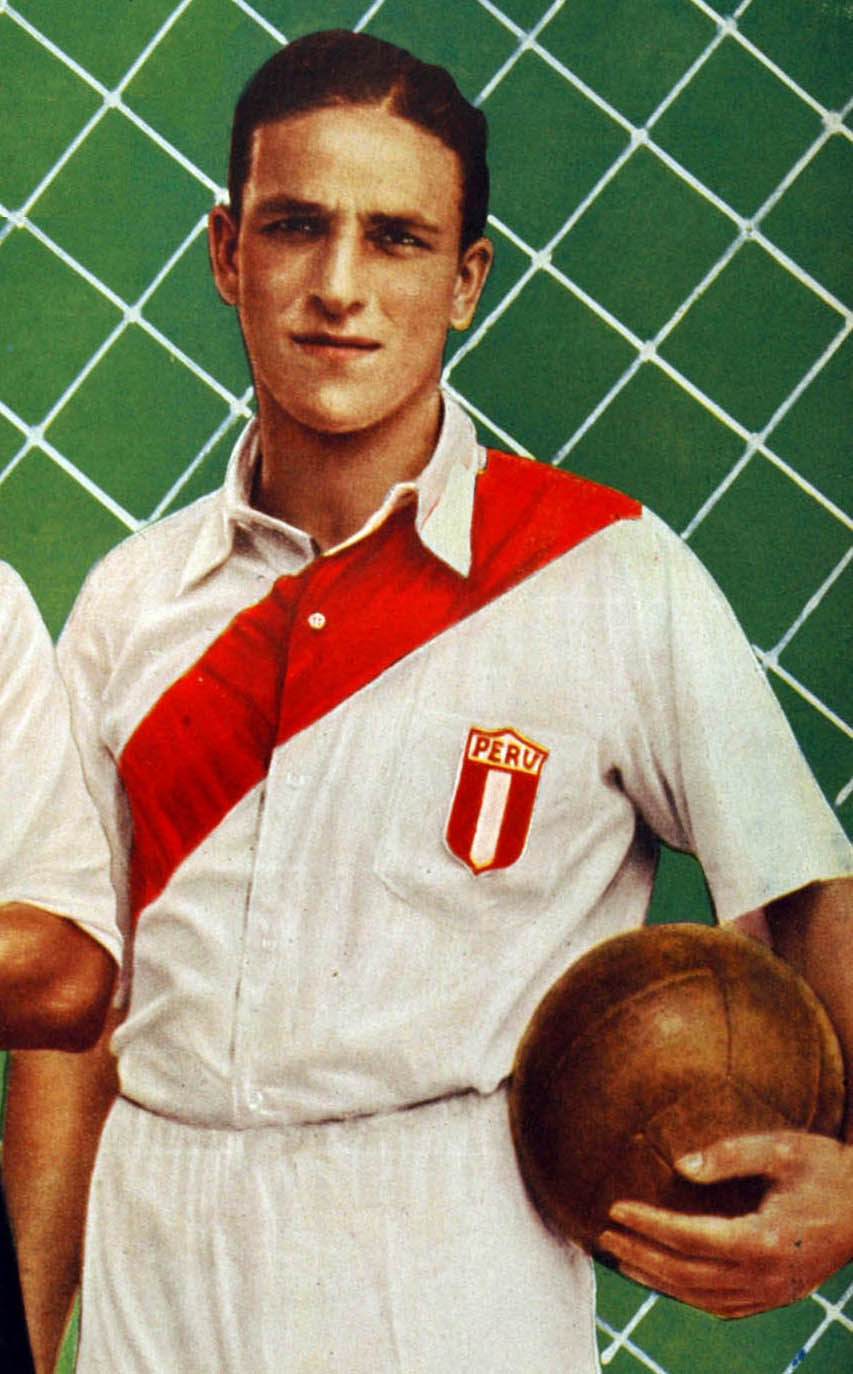
Lolo Fernández goleador del torneo.

| Jugador            | Selección | Goles |
| ------------------ | --------- | ----- |
| Lolo Fernández     | Perú      | 7     |
| Jorge Alcalde      | Perú      | 5     |
| Severino Varela    | Uruguay   | 5     |
| Tiberio Godoy      | Paraguay  | 3     |
| Marcial Barrios    | Paraguay  | 3     |
| Roberto Porta      | Uruguay   | 3     |
| Pedro Lago         | Uruguay   | 3     |
| José Avendaño      | Chile     | 2     |
| Enrique Sorrel     | Chile     | 2     |
| Marino Alcívar     | Ecuador   | 2     |
| Manuel Arenas      | Ecuador   | 2     |
| Víctor Bielich     | Perú      | 1     |
| Alfonso Domínguez  | Chile     | 1     |
| Roberto Lucco      | Chile     | 1     |
| Raúl Muñoz         | Chile     | 1     |
| Raúl Toro          | Chile     | 1     |
| Ricardo Aquino     | Paraguay  | 1     |
| Eustaquio Barreiro | Paraguay  | 1     |
| Eduardo Mingo      | Paraguay  | 1     |
| Adelaido Camaití   | Uruguay   | 1     |
| Oscar Chirimini    | Uruguay   | 1     |